# Rhagoletis
Rhagoletis is een geslacht van vliegen uit de familie van de boorvliegen (Tephritidae).

## Soorten
- Rhagoletis acuticornis (Steyskal, 1979)
- Rhagoletis alternata (Fallén, 1814)
- Rhagoletis basiolum (Osten Sacken, 1877)
- Rhagoletis batava Hering, 1938 – Duindoornboorvlieg
- Rhagoletis berberidis Jermy, 1961
- Rhagoletis berberis Jermy, 1961
- Rhagoletis boycei Cresson, 1929
- Rhagoletis cerasi (Linnaeus, 1758) – Kersenvlieg
- Rhagoletis chionanthi Bush, 1966
- Rhagoletis cingulata (Loew, 1862) – Oost-amerikaanse kersenboorvlieg
- Rhagoletis completa Cresson, 1929 – Walnootboorvlieg
- Rhagoletis cornivora Bush, 1966
- Rhagoletis ebbettsi Bush, 1966
- Rhagoletis electromorpha Berlocher, 1984
- Rhagoletis fausta (Osten Sacken, 1877)
- Rhagoletis flavicincta Enderlein, 1934
- Rhagoletis indifferens Curran, 1932
- Rhagoletis juglandis Cresson, 1920
- Rhagoletis juniperinus Marcovitch, 1915
- Rhagoletis meigenii (Loew, 1844)
- Rhagoletis mendax Curran, 1932
- Rhagoletis osmanthi Bush, 1966
- Rhagoletis persimilis Bush, 1966
- Rhagoletis pomonella (Walsh, 1867)
- Rhagoletis ribicola Doane, 1898
- Rhagoletis striatella Wulp, 1899
- Rhagoletis suavis (Loew, 1862)
- Rhagoletis tabellaria (Fitch, 1855)
- Rhagoletis zephyria Snow, 1894
- Rhagoletis zernyi Hendel, 1927